# Wiktory 1999
Nagrody Wiktorów za 1999 rok.

## Lista laureatów
- Leszek Balcerowicz
- Waldemar Milewicz
- Michał Żebrowski
- Kayah
- Grażyna Bukowska
- Iwona Schymalla
- Elżbieta Skrętkowska
- Jan Nowak-Jeziorański
- Hubert Urbański
- Robert Janowski
- Mateusz Kusznierewicz
- Wiktor publiczności – Jerzy Owsiak
- Superwiktory:
  - Andrzej Wajda
  - Jerzy Hoffman
  - Czesław Niemen
  - Jean-Claude Van Damme (nagroda honorowa)